# Andrea Bellosi
Andrea Bellosi (* 1944 in Florenz) ist ein italienischer Industriedesigner. Er beschäftigte sich zudem mit der Restaurierung zahlreicher historischer Gebäude in Florenz.

## Leben
Bellosi studierte an der Kunstschule Istituto statale d’arte di Firenze und schloss dort 1962 mit einem Diplom als Maestro d’Arte ab.
In den 1970er Jahren arbeitete er mit den kreativen Gruppen Archizoom und Superstudio in Florenz zusammen. 1978 entwarf er eine Skulpturenleuchte aus Carrara-Marmor und Marquina-Quartz mit dem französischen Titel Arc En Ciel (Regenbogen), die das weiße Licht einer Halogenlampe durch ein optisches Prisma leitet und so auf einer Projektionsfläche (zum Beispiel auf einer Wand im Innenraum) ihr Lichtspektrum als Regenbogen abbildet. Das Objekt wurde von Studio Alchimia produziert war vor allem in Westdeutschland gefragt. Die Auflage war auf 4000 Exemplare limitiert. Andere Produktentwürfe Bellosis tragen Titel wie:
- Falso d’Autore, Holzwandelement nach Piet Mondrian, 1983
- Dierdro Uno, Eckregal, 2000
- Dierdro Tre, Eckregal, 2000
- Specci di Amleto Uno, Spiegel, 2009
- Specci di Amleto Due, Spiegel, 2009
- Gioie³ , Schmuckwürfel, 2011
- Push, Stehleuchte, 2011
- Jupiter, Babywaage, 2013

Zusammen mit Francesco Gurrieri (später Dekan der Architekturfakultät und Professor für Denkmalrestauration an der Universität Florenz) und Guglielmo Malchiodi betreute Bellosi für die florentinische Denkmalschutzbehörde die Restaurierung von historischen Gebäuden, dazu gehören:
- Kathedrale von Pistoia
- Fortezza da Basso
- Uffizien
- Museo nazionale del Bargello
- Galleria dell’Accademia
- Loggia dei Lanzi
- Palazzo Pitti
- Orsanmichele
- Museo Nazionale di San Marco